# سوتا ندلیا، ایالت زاگرب
سْو ِتا نِدِلیا (به کرواتی: Sveta Nedelja) شهری در زاگرب کشور کرواسی است که جمعیت آن در سال ۲۰۱۱ میلادی ۱۵٬۸۹۷ نفر بوده‌است.